# The Good Place
The Good Place är en amerikansk TV-serie från 2016. Serien sändes i fyra säsonger till och med år 2020.

## Handling
Eleanor Shellstrop vaknar upp och blir informerad av en man som heter Michael att hon är död och har hamnat på det Goda Stället (The Good Place). Eleanor inser att det har gjorts ett misstag eftersom hon inte var en god människa, utan snarare självisk och likgiltig inför andra människor och att hon har bytt plats med en annan person som heter Eleanor Shellstrop och som dog exakt samtidigt. Hon bestämmer sig för att ta hjälp av den andra Eleanors tilltänkta själsfrände, Chidi, en före detta professor i etik och moral, för att bli en bättre människa och slippa bli avslöjad och skickad till det Dåliga Stället (The Bad Place).

## Rollista i urval
- Kristen Bell – Eleanor Shellstrop
- Ted Danson – Michael
- William Jackson Harper – Chidi Anagonye
- D'Arcy Carden – Janet
- Jameela Jamil – Tahani Al-Jamil
- Manny Jacinto – Jianyu
- Marc Evan Jackson – Shawn
- Tiya Sircar - Vicky
- Adam Scott - Trevor